# Gauts Flechtwerk

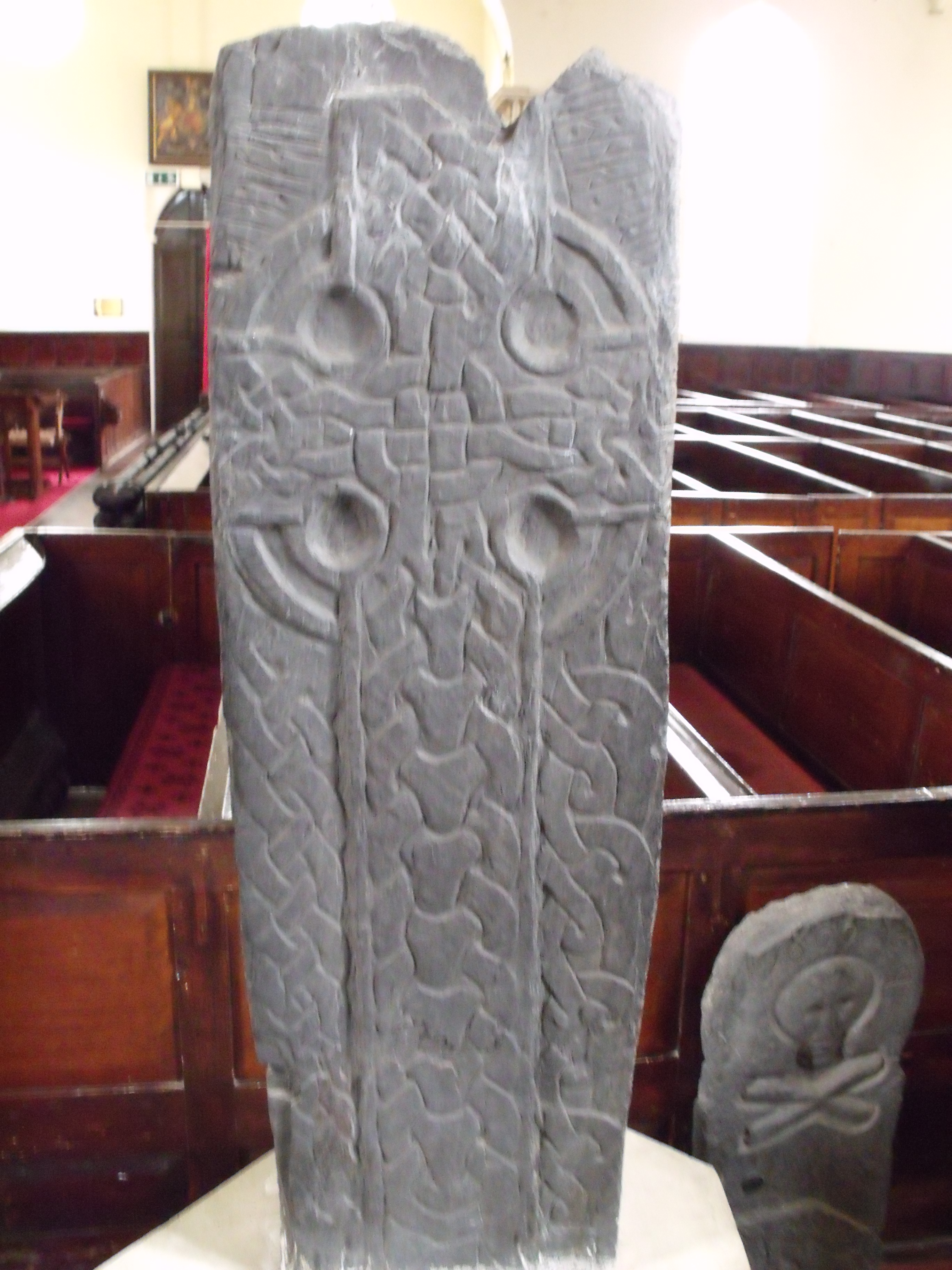
Gaut’s Cross

Gauts Flechtwerk (englisch Gaut’s Interlace) ist eine Form des Borrestils, der um 900 n. Chr. auf der Isle of Man als Ringketten- oder Knotenmuster-Motiv auf Cross-Slabs erscheint. Der Stil hat seinen Namen von dem Steinmetz Gaut, der der erste Wikingerkünstler des Westens ist, dessen Namen wir kennen. 
Das „Gaut’s Cross“ (Kirk Michael No. 101) auf der Isle of Man trägt die Runeninschrift: „Mael Bridge Sohn von Athankan dem Schmied errichtet dieses Kreuz für seine eigene Seele (und der) der Frau seines Bruders“ mit dem Zusatz: „Gaut machte diese und alle in Man“ (gemeint ist die ganze Insel). Mehrere Kreuze in der Old Kirk Braddan, darunter das auch auf Briefmarken abgebildete „Braddan Cross“ zeigen Keltenkreuz-Design und Verzierungen aus Knotenmustern. Sie sind Schöpfungen des nordischen Bildhauers, der auch das „Gaut’s cross“ in der Kirk Andreas No. 99 schuf. Dessen Inschriftteil lautet: „Aber Gaut Sohn Bjorn der Cooiley (Coll) hat es geschaffen“. Man glaubt, dass er der Sohn eines Wikingers von der Hebriden-Insel Coll war. Gauts Flechtwerk erscheint allerdings auch auf dem „Gosforth Cross“ in Cumbria.